# 大果柃
大果柃（学名：Eurya chukiangensis），为山茶科柃木属下的一个植物种。